# Drusus spelaeus
Drusus spelaeus là một loài Trichoptera trong họ Limnephilidae. Chúng phân bố ở miền Cổ bắc.